# Friedenstanz
Friedenstanz (lettisch Miera deja) ist eine Skulptur in der lettischen Hauptstadt Riga.
Sie befindet sich zentral im Park Basteiberg nördlich der Rigaer Altstadt.
Im Zuge einer Umgestaltung des Parks ab 1968 wurden mehrere Kunstwerke im Park Basteiberg aufgestellt, darunter auch der 1970 entstandene Friedenstanz. Das etwa zwei Meter hohe Kunstwerk wurde vom Bildhauer Pārsla Zaļkalne als Aluminiumguss geschaffen. Das Werk ist vom Gemälde Der Tanz von Henri Matisse und Werken des schwedischen Bildhauers Carl Milles inspiriert.
Die Skulptur stellt drei miteinander im Tanz befindliche weibliche Akte dar. Im Jahr 2010 fand eine Restaurierung statt.